# Żeby Polska była Polską
Żeby Polska była Polską – pieśń napisana w 1976 r. przez Jana Pietrzaka z muzyką Włodzimierza Korcza.
Wykonanie jej na Festiwalu Piosenki Polskiej w Opolu w 1981 przyniosło Pietrzakowi główną nagrodę, Złotą Karolinkę.
W latach 80. XX w. odgrywała rolę pieśni hymnicznej. Była wtedy uważana za wyraz walki z władzą komunistyczną i poparcia dla „Solidarności”. Angielski przekład tytułu pieśni cytowali w swoich przemówieniach: Ronald Reagan i Elżbieta II.
Tłumaczenia tekstu piosenki na język angielski dokonał na emigracji Tadeusz Jarzembowski (tytuł: So that Poland would be Polish...).